# Adelinda d'Alvèrnia
Adelinda d'Alvèrnia (870-906). També coneguda com a Adelinda d'Aquitània. És filla de Bernat II, comte d'Alvèrnia i d'Ermengarda d'Alvèrnia.
Va casar-se amb Acfred I de Carcassona, comte de Carcassona i comte de Rasès l'any 890. Van tenir tres fills:
- Guillem II d'Aquitània (?-926), duc d'Aquitània
- Acfred I d'Aquitània (?-927), duc d'Aquitània
- Bernat III d'Alvèrnia (?- d 932), comte d'Alvèrnia[1]